# Foguete (fogo de artifício)

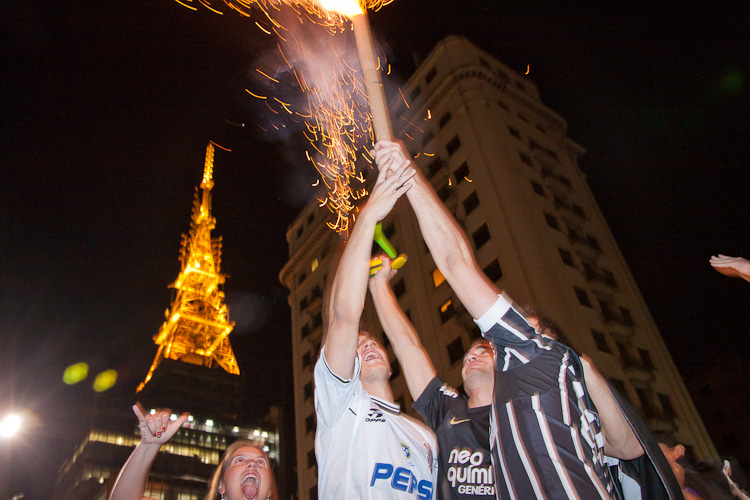
Torcedores corinthianos soltando foguetes em comemoração a vitória do time na Copa Libertadores da América de 2012.

O foguete (também conhecido como foguete de tiro, rojão ou pistola) é um tipo de fogo de artifício muito popular no Brasil e na América do Sul cujo efeito principal é o estampido, podendo ter um ou mais tiros. É utilizado principalmente em festas populares, religiosas, celebrações esportivas e final de ano. Em alguns lugares do Brasil, esses tipos de foguetes também são conhecidos como rojões.

## Tipos

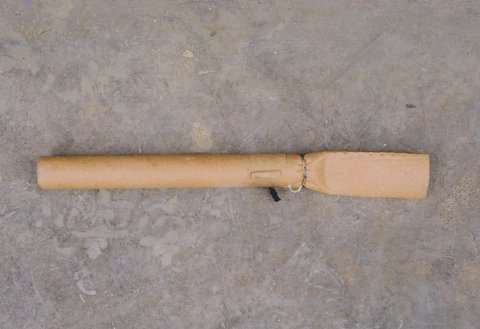
Um tubo de foguete de 3 tiros, um tipo de foguete típico e muito utilizado nos países da America do Sul.

Em geral, existem vários tipos de foguetes sendo os mais populares e comuns os foguetes de cano de um, três ou doze tiros, podendo ter um ultimo tiro mais forte (tornando-os em 12x1, 3x1, etc), existindo até foguetes com dezenove ou vinte e quatro tiros comuns e de um a quatro tiros mais fortes (tiro de resposta).
Este tipo de foguete é conhecido foguete de cano e é composto por um tubo, buchas e bombas de tiro que formam uma espécie de morteiro que dispara as bombas para cima. Podem ser soltos com a mão ou em base para fixar no chão.
Também há os conhecidos rojões de vara que são foguetes de vara maiores em que se acende o pavio e ele sobe com a própria carga propelente até explodir no céu. Estes devem ser soltos em tubos ou canos em que a vara fique livre, caso contrário há um risco dele ficar preso e explodir no chão ou mesmo de voar para uma direção contrária a desejada.

## Legislação
No Brasil, segundo o decreto-lei nº 4238, de 8 de abril de 1942, os foguetes são considerados fogos de artifício de classe C, com venda livre somente para maiores de 18 anos de idade e uso somente com licença de autoridade competente em hora e local previamente designados.
Recentemente, diversas cidades tem aprovado leis para proibir e restringir o uso e venda destes tipos de fogos de artifício visto que produzem muito barulho e poluição. Em 2018, a cidade de São Paulo aprovou um projeto de lei proibindo a utilização, venda e fabricação de foguetes de estampido nos limites do município.
Em 2016, foi a cidade de Campinas que proibiu a soltura de fogos de artifício que façam barulho. Diversas outras cidades possuem projetos de lei e regulamentos municipais com o objetivo de restringir ou proibir a queima destes artefatos com o fim de evitar poluição no ar e que o barulho causado por eles possa causar transtornos, principalmente para as pessoas com autismo, idosos e aos animais que são os que mais sofrem com o barulho dos fogos.
Em 2021, o Governo do Estado de São Paulo aprovou uma lei proibindo o uso de fogos de artifício com efeito de estampido (tiro) ou que causem efeitos sonoros ruidosos. Apesar da proibição da soltura destes fogos, a comercialização, transporte e armazenamento seguem liberados.

## Perigos e acidentes

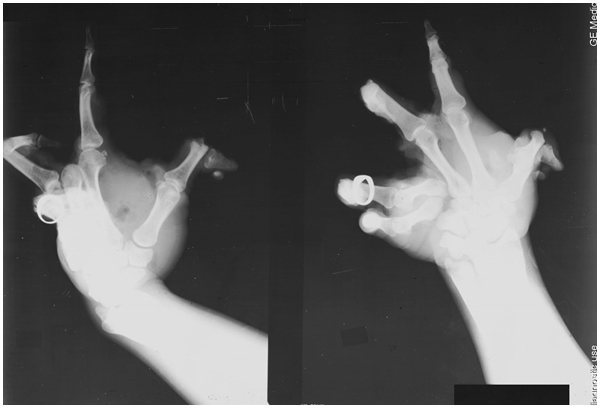
Nesta radiografia é possível ver uma mutilação causada por uma explosão de fogos de artifício na mão da pessoa que os soltava.

Perigosos e fontes de poluição sonora, tais fogos de artifício são por vezes utilizados como armas, principalmente nas notórias guerras entre torcidas organizadas de futebol rivais, através de disparos do alto de edifícios ou mesmo com a fabricação de bombas caseiras.
Dados do Ministério da Saúde do ano de 2001, indicam que 471 crianças perderam suas vidas devido as queimaduras e que durante as festas juninas e comemorações de final de ano, o número de atendimentos a queimados costuma dobrar. Ainda assim no Brasil, o uso destes fogos de artifício são bastante comuns em jogos de futebol e celebrações religiosas como por exemplo nas festas em homenagem a Santo Antônio no mês de junho.
Em 2009, o ex-prefeito de Vinhedo, Milton Álvaro Serafim e seu partido PSDB foram condenados a pagar indenização por danos morais e materiais a um jovem que perdeu a mão esquerda devido a um acidente com um foguete durante sua campanha eleitoral em 1996. O jovem tinha 7 anos na época do acidente e estava na rua quando um foguete que estava sendo solto por outra pessoa explodiu e o atingiu.
Em 2011, uma igreja do movimento Santo Daime, conhecido por utilizar fogos de artifício em seus rituais, foi condenada a indenizar um fazendeiro na cidade de Braço do Norte, SC devido a morte de uma vaca. O incidente ocorreu em 2005 quando durante um culto, fogos de artifício foram disparados em direção a casa do fazendeiro, assustando a vaca que estava prenha e acabou abortando o filhote e morrendo posteriormente. Veterinários constaram que a vaca faleceu devido ao susto que levou.
Em 2014, o cinegrafista da Rede Bandeirantes, Santiago Andrade foi atingido por um rojão de vara e morreu durante a cobertura de uma manifestação no Rio de Janeiro. O black bloc Caio Silva de Souza teria acendido o rojão e o colocado no chão em posição horizontal, o foguete saiu descontrolado e atingiu o cinegrafista na cabeça, explodindo na hora, deixando-o inconsciente e causando sua morte cerebral três dias depois.
Frequentemente, foguetes causam acidentes que podem variar entre ferimentos e escoriações em pessoas que os soltam ou ficam próximas a quem está soltando, ou mesmo rojões que ao serem disparados atingem linhas de distribuição de energia, deixando os moradores das adjacências sem luz elétrica. O uso destes fogos de artifício requer cuidados especiais, um distanciamento seguro e o uso em ambientes externos para manter a segurança de todos.

## Esquemas

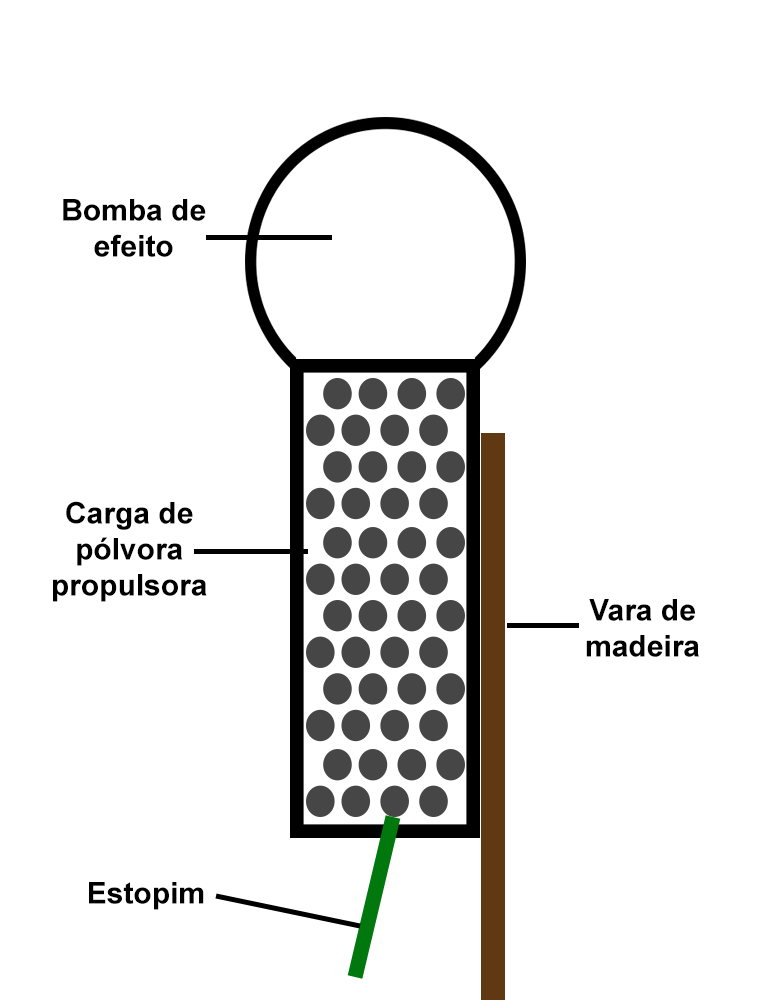
Esquema de um rojão de vara.
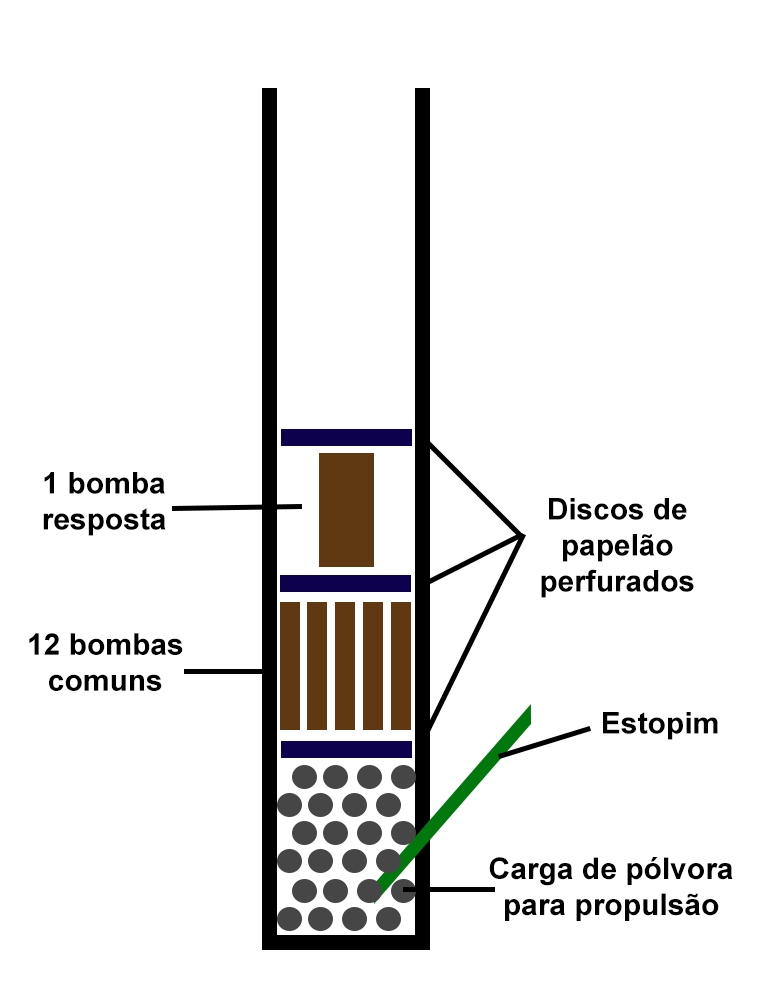
Esquema de um foguete tipo 12x1 (13 tiros).